# 3-Aminopropyldimethylamin
3-Aminopropyldimethylamin ist eine chemische Verbindung aus der Gruppe der aliphatischen Amine.

## Gewinnung und Darstellung
3-Aminopropyldimethylamin kann durch Reaktion von Dimethylamin mit Acrylnitril über das Zwischenprodukt 3-(Dimethylamino)propionitril gewonnen werden.
Im Jahr 1994 wurden etwa 15.000 Tonnen weltweit produziert.

## Eigenschaften
3-Aminopropyldimethylamin ist eine wenig flüchtige, farblose bis gelbliche Flüssigkeit mit aminartigem Geruch, die mischbar mit Wasser ist. Ihre wässrige Lösung reagiert stark alkalisch.

## Verwendung
3-Aminopropyldimethylamin wird als Zwischenprodukt zur Herstellung von Farbstoffen und anderen chemischen Verbindungen sowie als Korrosionsinhibitor verwendet.

## Sicherheitshinweise
Die Dämpfe von 3-Aminopropyldimethylamin können mit Luft ein explosionsfähiges Gemisch (Flammpunkt 35 °C, Zündtemperatur 215 °C) bilden.
3-Aminopropyldimethylamin zählt zu den chemischen Stoffen, die in großen Mengen hergestellt werden („High Production Volume Chemical“, HPVC) und für die daher von der Organisation für wirtschaftliche Zusammenarbeit und Entwicklung (OECD) eine Datensammlung zu möglichen Gefahren („Screening Information Dataset“, SIDS) angefertigt wurde.
3-Aminopropyldimethylamin wurde 2014 von der EU gemäß der Verordnung (EG) Nr. 1907/2006 (REACH) im Rahmen der Stoffbewertung in den fortlaufenden Aktionsplan der Gemeinschaft (CoRAP) aufgenommen. Hierbei werden die Auswirkungen des Stoffs auf die menschliche Gesundheit bzw. die Umwelt neu bewertet und ggf. Folgemaßnahmen eingeleitet. Ursächlich für die Aufnahme von 3-Aminopropyldimethylamin waren die Besorgnisse bezüglich Exposition von Arbeitnehmern, hoher (aggregierter) Tonnage und weit verbreiteter Verwendung sowie der vermuteten Gefahren durch sensibilisierende Eigenschaften. Die Neubewertung fand ab 2014 statt und wurde von Österreich durchgeführt. Anschließend wurde ein Abschlussbericht veröffentlicht.